# Heihe-Tengchonglijn

Heihe-Tengchonglijn verdeelt China volgens het bevolkingspercentage.

De Heihe-Tengchonglijn (uitgesproken als Heihé-Tengtsjoenglijn) is een denkbeeldige lijn die China in bijna gelijke delen verdeelt. De lijn verbindt de steden Heihe in de provincie Heilongjiang in Mantsjoerije in het noordoosten van China en Tengchong in het zuidwesten van het land in de provincie Yunnan. De lijn wordt vaak gebruikt om het enorme regionale verschil in bevolkingsdichtheid binnen China aan te duiden.
De lijn werd voor het eerst op kaart getekend door de Chinese geograaf Hu Huanyong in 1935 als een "geo-demografische demarcatielijn".
Volgens statistieken uit 1935 verdeelt deze lijn China als volgt:
- Het westen bestaat uit 57% van het grondgebied, maar hier woont enkel 4% van de bevolking.
- Het oosten bestaat uit 43% van het grondgebied, maar hier woont 96% van de bevolking.

Volgens statistieken uit 2002  is de situatie vrijwel identiek:
- Het westen bestaat uit 57% van het grondgebied, maar hier woont enkel 6% van de bevolking.
- Het oosten bestaat uit 43% van het grondgebied, maar hier woont  94% van de bevolking.